# Schronisko na Pantyrze

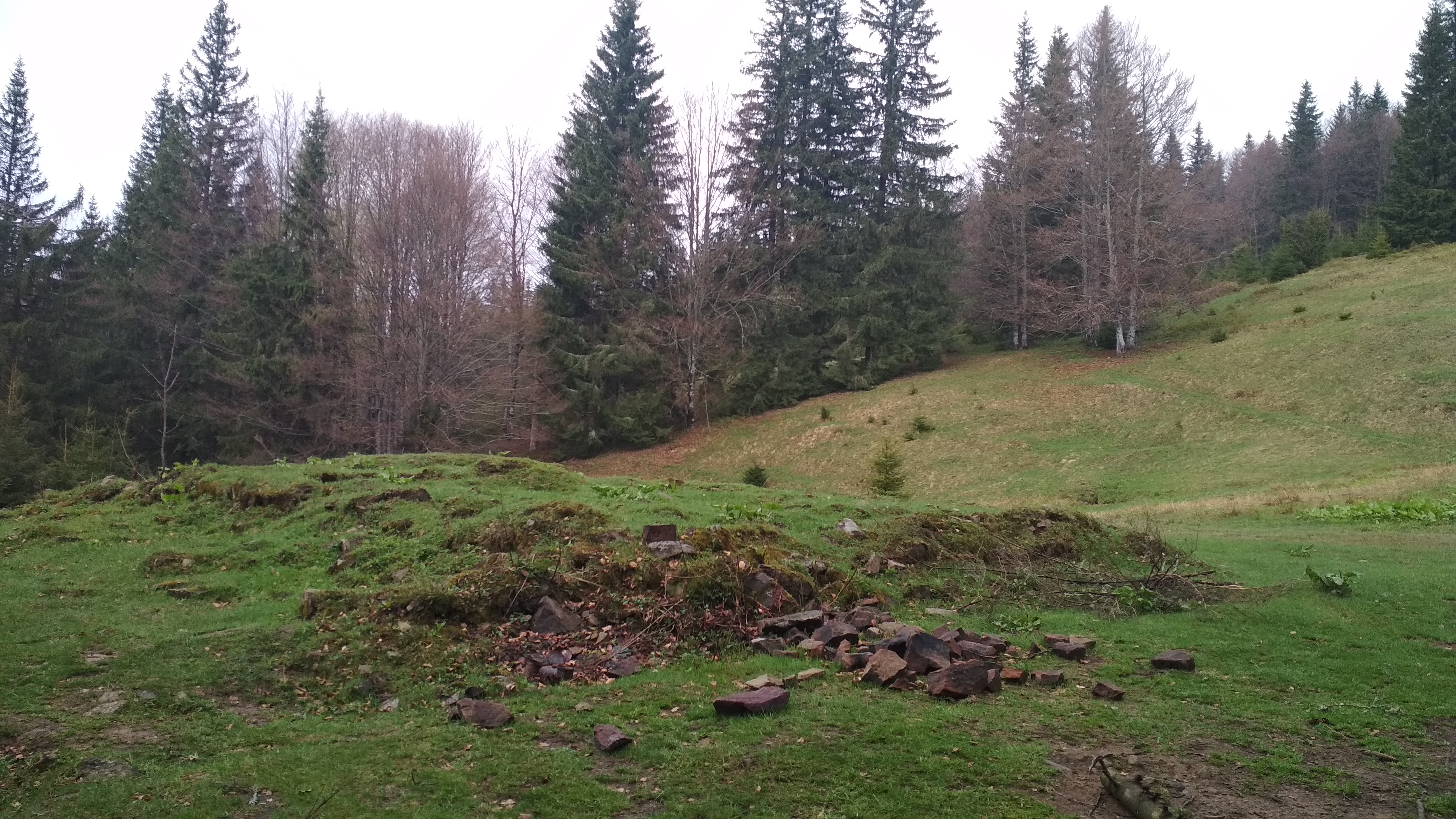
Ruiny schroniska (2019)

Schronisko PTN na Pantyrze – nieistniejące obecnie schronisko turystyczne położone na połoninie Pantyr w Gorganach na wysokości ok. 1120 m n.p.m.

## Historia
Schronisko zostało wybudowane przez Przemyskie Towarzystwo Narciarskie (PTN) przy wsparciu Towarzystwa Krzewienia Narciarstwa (TKN). Położone było na południowym skraju dużej polany pod szczytem Pantyru. Główne prace prowadzono w okresie od września do listopada 1934 roku. Obiekt otwarto uroczyście 13 lutego 1935 r., choć już w końcu poprzedniego roku obsługiwał on turystów.
Okoliczne tereny były miejscem walk II Brygady Legionów w czasie I wojny światowej (zob. bitwa pod Rafajłową, Przełęcz Legionów). Z tej przyczyny w okresie międzywojennym organizowane były rajdy szlakiem Legionów, w tym marsze narciarskie. To podczas jednego z nich nastąpiło oficjalne otwarcie schroniska, a sam obiekt otrzymał imię „II Karpackiej Brygady Legionów Polskich”.
Schronisko oferowało od 22 do 30 miejsc noclegowych (relacje w tym zakresie są rozbieżne). Budowano je głównie z myślą o narciarzach, jeszcze w 1935 roku uruchomiono w nim stację ratunkową TKN. Niemniej czynne było cały rok i korzystali z niego także turyści piesi w okresie letnim.
Do początków XXI wieku zachowały się jedynie fragmenty fundamentów, zaś samo schronisko zostało zniszczone podczas II wojny światowej przez wycofujące się latem 1941 roku wojska ZSRR (wcześniej budynek zajęty był przez radziecką straż graniczną).

## Forma architektoniczna
Podobnie jak inne schroniska PTN obiekt ten wybudowano w stylu huculskim. W przeciwieństwie jednak do innych obiektów Towarzystwa (chociażby w Siankach czy pod Pikujem) w przypadku Pantyru projektant oparł się o wzór prostej chaty posedkowej (całorocznie zamieszkałej). Jednokondygnacyjny drewniany budynek wykonano z drewna na kamiennej podmurówce. Całość powstała na planie prostokąta w konstrukcji wieńcowej. Od frontowej, południowej strony budynek posiadał podcienie (pidganie) przykryte dachem głównym wspartym na zdobionych podporach. Od północy wybudowano niewielki prostokątny ryzalit pod dachem półszczytowym. Cały budynek zwieńczono dwuspadowym dachem krytym gontem ze zdobionymi przyczółkami. W czasie realizacji dokonano niewielkich zmian w pierwotnym projekcie – dodano nieprzewidziane początkowo otwory okienne w ścianach bocznych. Niemal identyczny projekt PTN wykorzystało przy budowie otwartego w tym samym roku schroniska na połoninie Steryszora.
Na parterze zlokalizowano trzy pomieszczenia – dwie urządzone w stylu lokalnym kwadratowe izby (według części źródeł jedna z nich służyła jako jadalnia, druga zaś sypialnia z 14 łózkami) oraz centralnie położoną kuchnię. Na wysokim poddaszu zlokalizowano bądź to salę noclegową dla 24 osób (założenia projektu), bądź też dwa czteroosobowe pokoje.
Pomimo niewielkich wymiarów zewnętrznych (12,74 m × 6,58 m × 8,27 m) obiekt dysponował ok. 80 m² powierzchni użytkowej, w tym 35 m² na poddaszu. Dodatkowo w pobliskim budynku gospodarczym mieścił się skład drewna, chlew i toalety.

## Szlaki turystyczne
szlak okrężny z Rafajłowej Drogą Legionów na Przełęcz Legionów (Rogodze Wielkie) i dalej Pantyr, a minąwszy schronisko – przez grzbiet Horszowanie i Zhary z powrotem do Rafajłowej